# Reichskriegshafen

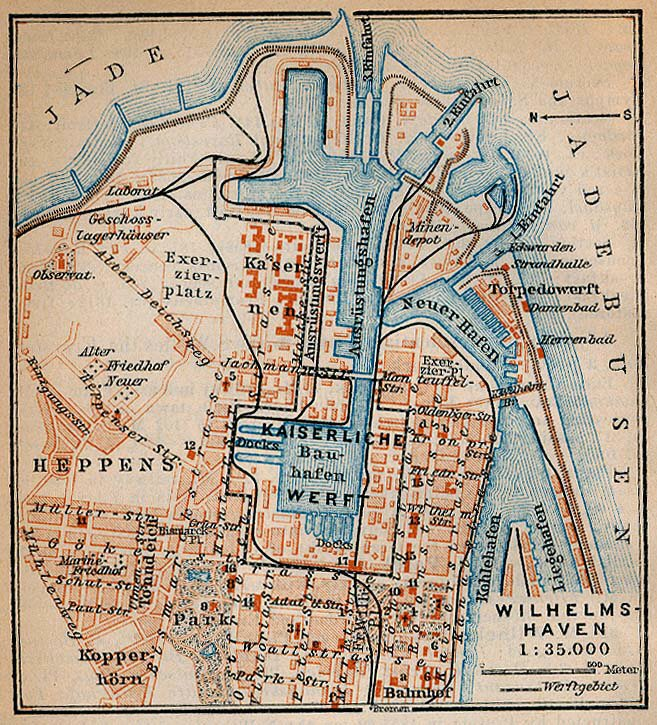
Karte von Wilhelmshaven, 1910

Reichskriegshäfen, zugleich auch Marinestation, waren deutsche Häfen, in denen die Kriegsschiffe der deutschen Marine ausgerüstet und instand gehalten wurden sowie vor Anker lagen.
Die Reichskriegshäfen waren mit allen notwendigen Einrichtungen ausgerüstet: Docks, Hellinge, Werften usw. Gegen den Angriff feindlicher Kräfte waren die Reichskriegshäfen mit starker Küstenbefestigung sowie Einrichtungen für Minen- und andere Sperren geschützt.
Mit der Deutschen Reichsgründung wurden zwei Häfen zu Reichskriegshäfen ernannt: Wilhelmshaven an der Nordsee sowie Kiel an der Ostsee. Den Oberbefehl in jedem Hafen führte jeweils ein Vizeadmiral oder Admiral als Stationschef. Zur Ausübung der Hafenpolizei war ihm ein Hafenkapitän unterstellt.
Eine direkte Verbindung beider Häfen durch das Binnenland wurde 1895 durch den Kaiser-Wilhelm-Kanal, dem heutigen Nord-Ostsee-Kanal, geschaffen.